# Blanca Estela Pavón
Blanca Estela Pavón Vasconcelos (Minatitlán, Veracruz, 21 de febrero de 1926-Atlautla, Estado de México, 26 de septiembre de 1949) fue una actriz y actriz de doblaje mexicana. Es conocida por películas como Vuelven los García (1947), Los tres huastecos (1948) y Nosotros los pobres (1948).

## Biografía y carrera

### 1926-1939: primeros años
Blanca Estela Pavón Vasconcelos nació el 21 de febrero de 1926 en Minatitlán, Veracruz, siendo la menor y la cuarta hija de Francisco Pavón y Josefa Vasconcelos. Desde temprana edad, mostró tener un gusto por la danza y la actuación, ya que frecuentaba jugar a improvisar pequeños escenarios teatrales. Vivió gran parte de su infancia en Orizaba, Veracruz, pero debido al trabajo de su padre y en busca de una mejor estabilidad económica, solía cambiar constantemente de residencia junto a su familia. 
A los nueve años, se integró al reparto de una radiodifusora local, haciendo sus primeras incursiones artísticas. Posteriormente, ella y su familia se mudaron a Ciudad de México, donde concluyó sus estudios y se preparó como actriz, aunado a tomar clases de danza y música en la Academia Alma Mexicana, donde fue compañera de María Elena Marqués, Silvia Derbez y Queta Lavat.

### 1940-1947: inicios como actriz infantil y doblaje
Para ganar experiencia, se inició en el medio artístico participando en concursos de radio, lo que después le ayudó a unirse al elenco de actores infantiles de la XEQ, radiodifusora que transmitía el programa La legión infantil. En 1940, debutó como bailarina no acreditada en la película La liga de las canciones, la cual se estrenó en 1941.
A finales de 1944, emigró a Estados Unidos después de ser contactada para participar en Metro Goldwyn Mayer - Estudios en Nueva York, un proyecto de la empresa Metro-Goldwyn-Mayer realizado en Nueva York y en Burbank, California, que junto a un grupo de actores y locutores mexicanos, cubanos y españoles, en busca de la sincronización al español de algunas de sus producciones más taquilleras con la finalidad de lanzarlas al mercado latinoamericano. En dicha incursión prestó su voz para doblar a la actriz sueca Ingrid Bergman en tres películas; Dr. Jekyll and Mr. Hyde (1941), Gaslight (1944), y Saratoga Trunk (1945), así como a Vivien Leigh en el doblaje original de Gone with the Wind (1939). El proyecto finalizó en agosto de 1947 y el mismo año regresó a México.

### 1947-1949:Época de Oro del cine mexicano
De vuelta en México, en 1947, se lanzaron sus filmes, Cuando lloran los valientes y Vuelven los García, los cuáles había grabado un año antes, en 1946. Ambos títulos sobresalieron en su filmografía por dos situaciones, el primero porque le otorgó un premio Ariel de Plata en la categoría a mejor actuación femenina, y el segundo porque fue su primer trabajo colaborativo con Pedro Infante. Con este último logró consagrar su carrera como actriz en 1948, año en que se proyectaron tres películas que hicieron en conjunto; Nosotros los pobres, Los tres huastecos, y Ustedes los ricos.
Justo en 1948, filmó los que serían sus últimos trabajos actorales; En cada puerto un amor, Las puertas del presidio, La mujer que yo perdí, y Ladronzuela. Las cuatro producciones fueron lanzadas en 1949, la primera el 2 de junio, y las últimas tres de forma póstuma, entre octubre y diciembre del mismo año.

## Muerte

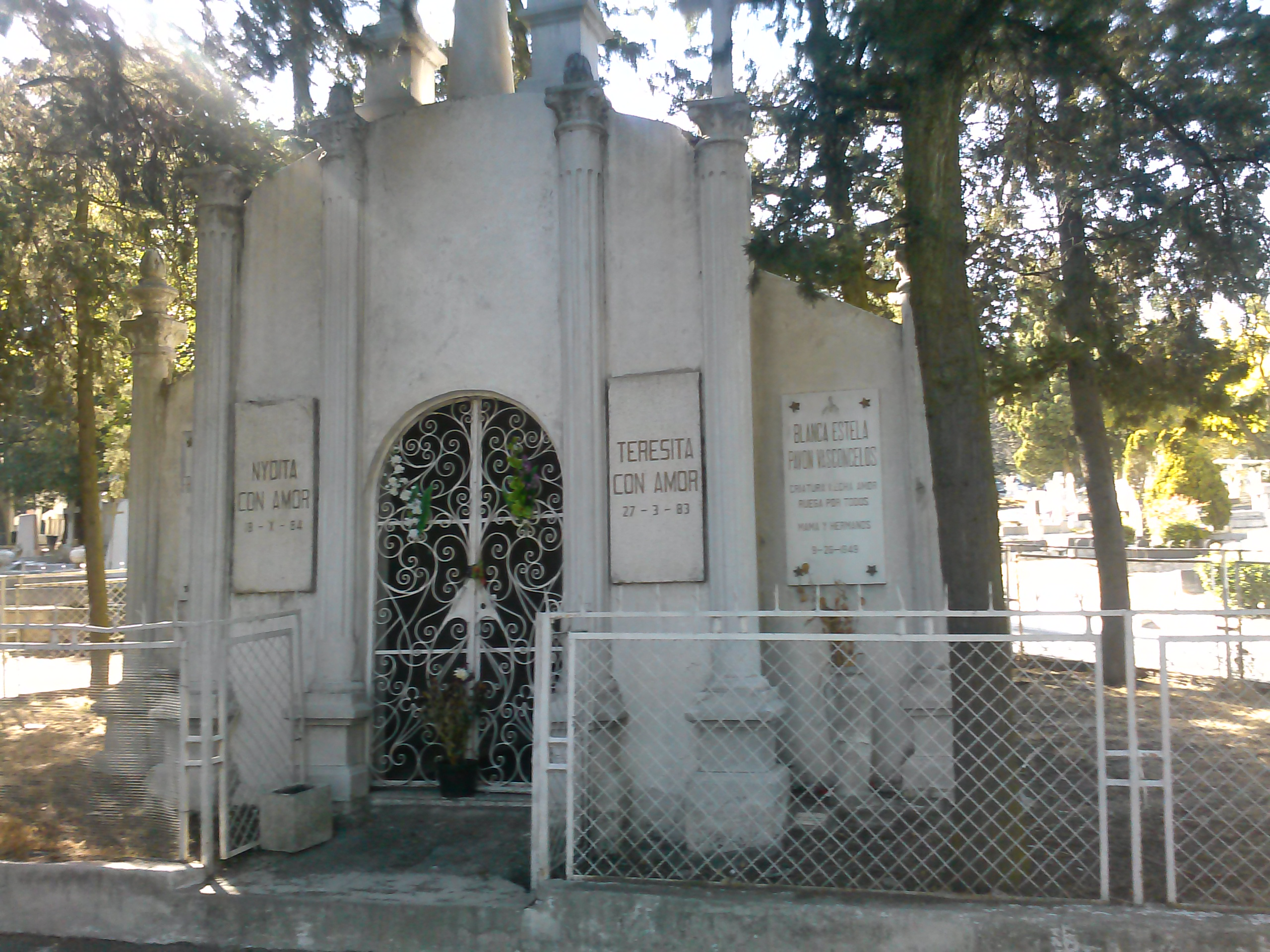
Mausoleo de Pavón fotografiado en 2015. Se encuentra ubicado en el Panteón Jardín, en Ciudad de México.

En septiembre de 1949, acompañada por su padre Francisco Pavón, se unió a una caravana artística que se hallaba comenzando una gira por México, iniciando en Tapachula, Chiapas, y después trasladándose a Oaxaca, donde se presentaron en el Teatro Macedonio Alcalá el 23 de ese mes. Tres días después, el 26 de septiembre, la caravana había concluido su itinerario en ese estado y volvería a Ciudad de México, donde empezarían sus siguientes fechas. No obstante, el avión en que viajaban sufrió una avería que lo mantuvo en tierra. Esto causó que los integrantes se vieran obligados a buscar una manera de regresar por sus propios medios. Pavón logró convencer a un matrimonio para que le cedieran sus lugares en un vuelo a ella y a su padre. Ambos abordaron un avión Douglas DC-3, perteneciente a la Compañía Mexicana de Aviación, que despegó a las 12:40 de la tarde. Al estar próximos a su destino, el piloto logró establecer contacto con la torre de control del aeropuerto de la Ciudad de México, informando que volaban a bajos pies de altura, tanto así que se podía percibir visualmente al volcán Popocatépetl. Al poco tiempo, el avión se estrelló contra el antedicho volcán en una zona conocida como «pico del fraile», provocando la muerte instantánea de todas las personas a bordo, incluidos Pavón y su papá. Su causa oficial de muerte fue dictaminada como «múltiples contusiones» sufridas por el accidente.
Los restos de sus cuerpos fueron trasladados a la Ciudad de México y enterrados en un mausoleo dentro del Panteón Jardín.

### Homenajes
Tras su muerte, la agrupación Acerina y su Danzonera le compuso el danzón «Blanca Estela», para honrar su memoria. 
Como un homenaje póstumo, en 1953 se presentó una escena con una fotografía suya en Pepe El Toro, con la que fue despedida simbólicamente, ya que en ella retomaría el personaje de Celia «la Chorreada» como parte de la trilogía de películas de Nosotros los pobres.

## Filmografía
| Año  | Título                      | Papel                               | Notas                                        |
| ---- | --------------------------- | ----------------------------------- | -------------------------------------------- |
| 1941 | La liga de las canciones    | Bailarina                           | No acreditada                                |
| 1944 | El niño de las monjas       | Gloria                              |                                              |
| 1947 | Cuando lloran los valientes | Cristina                            |                                              |
| 1947 | Vuelven los García          | Juan Simón López                    |                                              |
| 1948 | La bien pagada              | Violeta Rute                        |                                              |
| 1948 | Nosotros los pobres         | Celia «la Chorreada»                |                                              |
| 1948 | Cortesana                   | Personaje desconocido               |                                              |
| 1948 | Los tres huastecos          | Maritoña                            | También conocida como Coyotes en la Huasteca |
| 1948 | En los altos de Jalisco     | Valentina                           |                                              |
| 1948 | Ustedes los ricos           | Celia «la Chorreada» (la romántica) |                                              |
| 1949 | En cada puerto un amor      | Blanca                              |                                              |
| 1949 | Las puertas del presidio    | María Elena                         | Lanzamiento póstumo                          |
| 1949 | La mujer que yo perdí       | María                               | Lanzamiento póstumo                          |
| 1949 | Ladronzuela                 | Perlita                             | Lanzamiento póstumo                          |

## Premios y nominaciones

### Premios Ariel
| Año  | Categoría                  | Trabajo nominado            | Resultado |
| ---- | -------------------------- | --------------------------- | --------- |
| 1948 | Mejor Coactuación Femenina | Vuelven los García          | Nominada  |
| 1948 | Mejor Actriz               | Cuando lloran los valientes | Ganadora  |
| 1949 | Mejor Actriz               | Ustedes los ricos           | Nominada  |